# Mortierella bisporalis
Mortierella bisporalis är en svampart som först beskrevs av Roland Thaxter, och fick sitt nu gällande namn av Björl. 1936. Mortierella bisporalis ingår i släktet Mortierella och familjen Mortierellaceae.   Inga underarter finns listade i Catalogue of Life.